# Темиргалиев, Саин Жангалиевич
Саин Жангалиевич Темиргалиев — казахстанский учёный, кандидат экономических наук, профессор, горный инженер маркшейдер, электромеханик.

## Биография
Родился 2 июля 1934 г. в Новосибирской области.
В 1952 году окончил школу с серебряной медалью в г. Рубцовск. Медаль давала право поступить в любой ВУЗ Советского Союза без экзамена.
В 1957 г. окончил с отличием Казахский горно-металлургический институт по специальности «горный инженер-маркшейдер».
В 1966 г. окончил Всесоюзный заочный политехнический институт по специальности «инженер-электромеханик».
В 1980 г. заочно окончил аспирантуру Алматинского института народного хозяйства, защитил кандидатскую диссертацию по экономике.

## Трудовая деятельность
Трудовую деятельность начал на строительстве шахт Карагандинского бассейна, в Казахстане. Был в числе первостроителей г. Шахтинска. Затем работал в Алматы в проектных организациях. Работая проектировщиком, по совместительству преподавал экономику и организацию труда студентам ВУЗов. Прошел путь от инженера проектировщика до директора: был гл. инженером КазНИПИАТа, директором Среднеазиатского филиала Курортпроект, Казахского филиала ВНИПИЦветмет.
В год распада СССР и закрытия проектных организаций был принят на работу проректором Казахского Национального технического университета, затем работал доцентом кафедры экономики. В 2012 году перевелся в Каспийский университет на должность профессора.
Умер 6 июня 2020 г., по официальным данным от сердечного приступа.

## Научная деятельность
Имеет многочисленные научные публикации, в том числе монографии «Экономикалык дәрістер», «Экономикалык есептер».

## Награды
Имеет медали «За доблестный труд», «70 лет Победы в Великой Отечественной войне». Краткая информация о Темиргалиеве С. Ж. имеется в энциклопедии «Казақ галымдары».